# DNA 바이러스

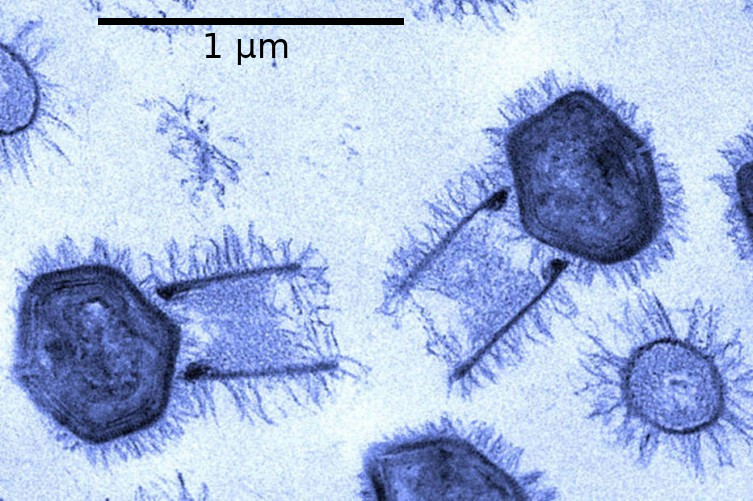

DNA 바이러스(영어: DNA virus)는 DNA를 지닌 바이러스이다. 핵산은 일반적으로 겹가닥 DNA (dsDNA)이지만 외가닥 DNA (ssDNA)인 경우도 있다. DNA 바이러스는 볼티모어의 바이러스 분류에서 그룹 I이나 II에 속한다. 외가닥 DNA는 일반적으로 겹가닥으로 확장된다. B형 간염 바이러스와 같은 그룹 VII 바이러스는 DNA 게놈을 포함하지만, 볼티모어 분류에 따르면 이들은 DNA 바이러스가 아닌 레트로바이러스로 여겨진다. 그 까닭은 이들은 RNA 중간 생성물을 통해 복제하기 때문이다.

## 그룹 I: 겹가닥 DNA 바이러스
- dsDNA 바이러스의 증식을 위해서는 DNA의 복제와 캡시드의 형성이 필요하다.
- DNA의 복제를 위해 숙주세포의 중합효소(polymerase)를 필요로 한다. 중합효소는 세포가 분열할 때 가장 활발하기 때문에 dsDNA 바이러스의 증식은 숙주 세포의 세포 분열 주기에 많이 의존하는 측면이 있다. 또한 바이러스가 억지로 숙주 세포를 분열시키는 경우도 있으며, 이때 해당 세포가 손상되거나 심한 경우 암이 생길 수 있다.[1]

- 카우도바이러목 (Caudovirales)
  - Myoviridae
  - Podoviridae
  - Siphoviridae
- 헤르페스바이러스목 (Herpesvirales)
  - Alloherpesviridae
  - 헤르페스바이러스과 (Herpesviridae)
  - Malacoherpesviridae
- Ligamenvirales
  - Lipothrixviridae
  - Rudiviridae
- 미할당 과
  - 아데노바이러스과 (Adenoviridae)
  - Ampullaviridae
  - Ascoviridae과
  - Asfarviridae과
  - Baculoviridae과
  - Bicaudaviridae과
  - Clavaviridae과
  - Corticoviridae과
  - Fuselloviridae과
  - Globuloviridae과
  - Guttaviridae과
  - Hytrosaviridae과
  - Iridoviridae과
  - Mimiviridae과
  - Nimaviridae과
  - Papillomaviridae과
  - Phycodnaviridae과
  - Plasmaviridae과
  - Polydnaviruses과
  - Polyomaviridae과
  - Poxviridae과
  - Tectiviridae과

- 미할당 속
  - Dinodnavirus
  - Nudivirus
  - Salterprovirus
  - Rhizidiovirus
- 미할당 종
  - Abalone shriveling syndrome-associated virus
  - Bandicoot papillomatosis carcinomatosis virus
  - KIs-V
  - Haloarcula hispanica pleomorphic virus 1
  - Haloarcula hispanica SH1 virus
  - Marseillevirus
  - Mavirus virophage
  - Megavirus
  - Organic Lake virophage
  - Sputnik virophage
  - Sputnik virophage 2
  - Sulfolobus turreted icosahedral virus
  - Thermus aquaticus virus IN93
  - Thermus thermophilus virus P23-77

## 그룹 II: ss(single-stranded)DNA 바이러스 (외가닥 DNA 바이러스)
- ssDNA 바이러스는 외가닥이라는 점만 제외하면 dsDNA 바이러스와 거의 동일하다. 증식 과정은 https://www.youtube.com/watch?v=DOaSI8A7R8M에 나와있다.
- Anelloviridae과
- Bacillariodnaviridae과
- Bidnaviridae과
- Circoviridae과
- Geminiviridae과
- Inoviridae과
- Microviridae과
- Nanoviridae과
- Parvoviridae과

## 참고 문헌
- Fauquent, C. M.; Mayo, M. A.; Maniloff, J.; Desselberger, U.; Ball, L. A.; eds. (2005년 5월 27일). “8th Reports of the International Committee on Taxonomy of Viruses”. 《Academic Press》. U.S. National Center for Biotechnology Information, National Library for Medicine, National Institutes of Health.

## 같이 보기
- 바이러스 분류
- RNA 바이러스